# Березівка (притока Радоставки)
Бере́зівка — річка в Україні, у межах Шептицького району Львівської області. Ліва притока Радоставки (басейн Прип'яті).

## Опис
Довжина 13 км, площа басейну 90,7 км². Долина невиразна; заплава широка, місцями заболочена. Річище на значній протяжності випрямлене.

## Розташування
Витоки розташовані на схід від села Вузлове. Тече переважно на південний схід рівнинною територією Малого Полісся. Впадає у Радоставку на захід від села Пустельники. 
Над річкою розташоване село Дмитрів.